# ТЕС Поланець
ТЕС Поланець — вугільна теплова електростанція на півдні Польщі за сотню кілометрів на північний схід від Кракова.

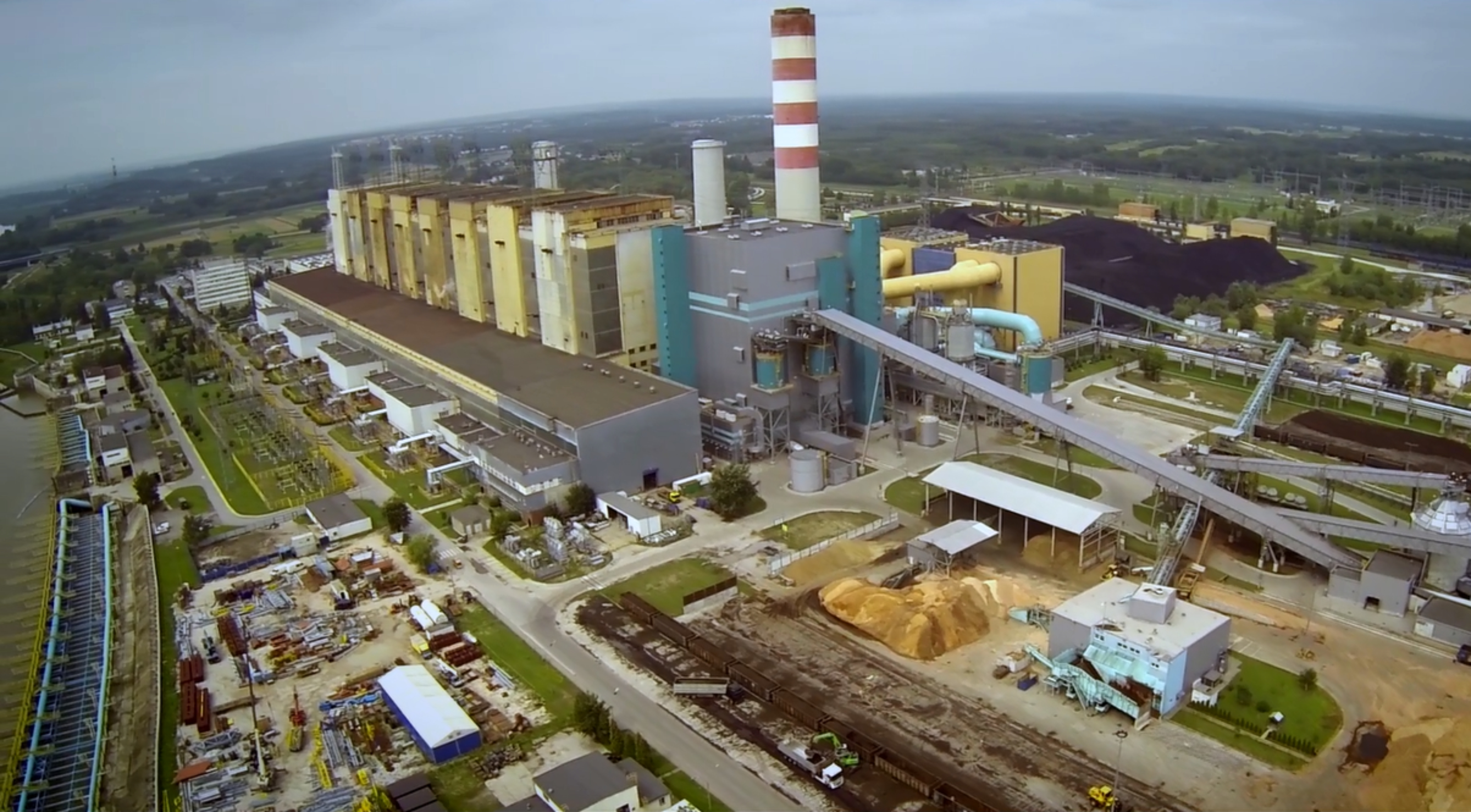
Видно димар установки десульфуризації (всередині якого кілька каналів для проходження газів), а далі два частково демонтовані старі димарі

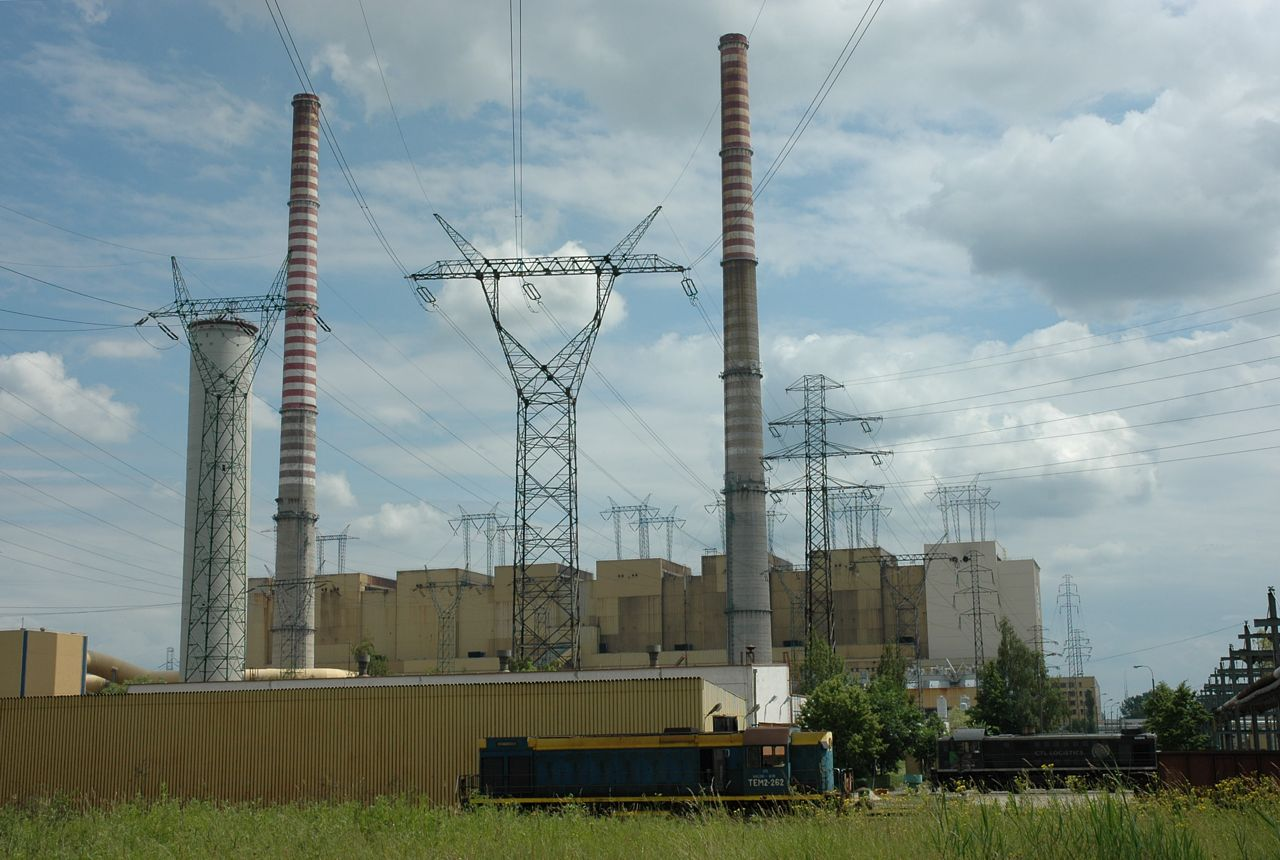
ТЕС у 2008 році, старі труби ще мають первісну висоту

З 1979 по 1983 роки на майданчику станції звели вісім енергоблоків потужністю по 200 МВт. Їх обладнали котлами Таганрозького котлобудівного заводу ЕР 650—137 і турбінами 13К215 виробництва Zamech (Ельблонг). Генератори TWW200 та TWW215-2 постачили ленінградська Елекстросила (не менше 5) та Dolmel із Вроцлаву. Згодом енергоблоки станції модернізували до показника у 225 МВт.
В 2012-му у складі блоку № 8 запустили новий котел з циркулюючим киплячим шаром виробництва Foster Wheller, який використовує технологію японської компанії Sumitomo та спалює біля 1,1 млн тонн біомаси на рік. Потужність блоку при цьому була переномінована до 205 МВт.
Воду для охолодження отримують з Вісли, на лівому березі якої розташований майданчик ТЕС.
Станція споживає за рік біля 3 млн тонн вугілля, котре доправляють залізничним транспортом.
Для видалення продуктів згоряння спорудили два димарі висотою по 250 метрів. У другій половині 2000-х на станції почали зведення установки десульфуризації газів, яка має власний димар висотою 150 метрів. Після її запуску старі димарі частково демонтували, зменшивши їх висоту до менш ніж ста метрів (такий показник мінімізує витрати на утримання споруд, подальше розбирання яких було поки визнане економічно недоцільним).
Видача продукції відбувається по ЛЕП, розрахованих на роботу під напругою 400 кВ, 220 кВ та 110 кВ.